# Liberty Bowl
Le Liberty Bowl est un match annuel d'après saison régulière de football américain se jouant au niveau universitaire et se tenant au mois de décembre, chaque année depuis 1959.
De 1997 à 2003, le Liberty Bowl était sponsorisé par Axa Financial et fut dénommé l'Axa Liberty Bowl.
Depuis 2004, le match est sponsorisé par AutoZone d'où son nom actuel l'AutoZone Liberty Bowl.
Le premier match fut joué le 19 décembre 1959 dans le John F. Kennedy Stadium de Philadelphie.
L'édition de 1964 s'est déroulée à Atlantic City dans le Convention Hall.
Depuis 1965, il a lieu à Memphis au Liberty Bowl Memorial Stadium.

## Histoire
A. F. "Bud" Dudley, un ancien directeur sportif des Wildcats de Villanova, créa le Liberty Bowl à Philadelphie en 1959.
Le match était joué au stade municipal de Philadelphie. C'était le seul bowl joué par temps "froid" à cette époque et l'assistance au match était dès lors assez faible. Le match inaugural eut la plus grosse assistance des cinq premiers matchs joués à Philadelphie. 38 000 spectateurs assistèrent, en 1959, à la victoire de Penn State sur Alabama sur le score de 7 à 0.
L'origine du bowl se situant à Philadelphie explique que la Liberty Bell (la cloche fissurée, symbole de l'indépendance des États-Unis) figure sur les divers logos.
En 1964, le bowl émigra vers Atlantic City pour se jouer au Convention Hall. La ville, sponsorisant l’événement à hauteur de 25 000 dollars, avait réussi à convaincre Dudley du bien-fondé de ce déménagement.
La spécificité du Convention Hall était qu'il était fermé. Le bowl fut ainsi le premier à se jouer en  "indoors". On était seulement au début du développement des pelouses synthétiques et celles-ci n'étaient pas valables pour le match. Le stade fut donc équipé d'une fine surface d'herbe naturelle (100 mm) placée au-dessus d'une sous-couche de 2 pouces (5,08 cm) de toile de jute reposant sur du béton. Pour permettre au gazon de se développer, un éclairage artificiel fonctionnant en permanence fut installé. Tout ce procédé coûta environ 16,000 $. Les end-zones n'étaient que de 8 yards. Le match de 1964 fut joué devant 6 059 fans (victoire de Utah sur West Virginia). L’événement fit un profit net de 10 000 $ grâce aux entrées au match (60 000 $), au sponsoring de la ville d'Atlantic City (25 000 $) et aux droits de télévision (95 000 $).
L'année suivante Dudley déplaça le match à Memphis où il se joue toujours actuellement dans ce qui fut appelé le Liberty Bowl Memorial Stadium. Ce stade pouvait accueillir beaucoup plus de spectateurs et le Liberty Bowl s'imposa comme un des plus anciens bowl hors BCS.

## Liens avec les Conférences
Vers la fin des années 80 et au début des années 90, le Liberty Bowl offrait automatiquement une place au gagnant du Commander-in-Chief's Trophy, à la condition que cette équipe soit éligible pour un bowl (donc si elle avait obtenu au cours de la saison régulière autant (ou plus) de victoires que de défaites).
En 1996, le Liberty Bowl se lie avec la toute nouvelle C-USA et à partir de 2005 offre à son champion de divisions une place automatique au bowl.
En 1996 et 1997, le champion de la C-USA fut opposé à une équipe de la Big East.
En 1998, le Liberty Bowl remplace le Holiday Bowl et à la suite d'un accord avec le Cotton Bowl reçoit le champion de la WAC et une équipe de la SEC.
De 1999 à 2005, le champion de la C-USA fut opposé à une équipe de la MWC à deux exceptions près :
- En 2004 : Le champion de la MWC, Utah se qualifie pour le BCS. À sa place, c'est le champion de la WAC qui est sélectionné (Boise State)
- En 2005, Le champion de la MWC, TCU préfère jouer le Houston Bowl et c'est Fresno State qui sera sélectionné at-large.

En 1999,  la MWC n'avait pas de champion "évident" puisque trois équipes finirent à égalité en tête de la conférence et ce fut finalement Colorado State qui fut sélectionné par la conférence.
Depuis 2006, le champion de la C-USA est opposé au huitième choix de la SEC. L'AAC (ex Big East) fournira une équipe  (son cinquième choix) pour le bowl si la SEC ne peut fournir d'équipe. Néanmoins, la SEC possède un droit de véto qu'elle utilisera en 2011. Cette année-là, elle refusera le champion de la C-USA (Southern Miss) affronte Vanderbilt. Finalement, Southern Miss acceptera de jouer à l'Hawaii Bowl et c'est l'équipe de Cincinnati qui jouera le Liberty Bowl,.
En 2010, le Liberty Bowl est remporté par UCF (Université de Central Florida) qui fête ainsi sa première victoire dans un bowl.
En 2011, le Liberty bowl met en présence #24 (au Coaches' Poll) Cincinnati Bearcats contre Vanderbilt Commodores et contrairement aux autres bowls mineurs est retransmis par ABC plutôt que ESPN. Il est de nouveau joué en décembre alors que les éditions de 2009 et 2010 avaient eu lieu en janvier. Les Cincinnati Bearcats gagnent le match grâce à une remontée au score effectuée en seconde période.
Le match de 2012 oppose Iowa State Cyclones (9e de la Big 12) aux Tulsa Golden Hurricane (champions de la C-USA. Lors de la première semaine de la saison régulière, ces équipes s'étaient déjà rencontrées (victoire de Iowa State 38 à 23) mais Tusa prendra sa revanche gagnant le bowl 31 à 17. Iowa State remplaçait une équipe de la SEC qui n'avait cette année pas assez d'équipe éligible.
En 2013, le match oppose les Rice Owls, champions de la C-USA, aux Mississippi State Bulldogs, équipe éligible de la SEC. Bien qu'ayant terminé la saison régulière sur une fiche de 6 victoires et 5 défaites, les Bulldogs écrasent les Owls 44 à 7.
Changements en vue à partir de 2014 car le match mettra en présence une équipe de la SEC contre l'équipe éligible #4 de la Big 12 Conference.  
Le match est télédiffusé nationalement par ESPN, radiodiffusé nationalement par ESPN Radio et télévisé internationalement par ESPN International.

## Sponsors, anciennes dénominations et anciens logos

### Historique des sponsors
- St. Jude (1993-1996)
- AXA Financial (1997–2003)
- AutoZone (depuis 2004)

### Anciennes dénominations du bowl
- Liberty Bowl (1959-1992)
- St. Jude Liberty Bowl (1993-1996)
- AXA Liberty Bowl (1997–2003)

### Anciens logos

Logo du Liberty Bowl de 1993 à 1997
Logo du Liberty Bowl de 1998 à 1999
Logo du Liberty Bowl de 2000 à 2003
Logo du Liberty Bowl (60e anniversaire)

Les logos représentent tous la Liberty Bell (cloche de la liberté), un des symboles de l'Indépendance des États-Unis d'Amérique.

## Palmarès
SoCon signifie Southern Conference (depuis 1982, les équipes de cette division ne jouent plus en FBS (Football Bowl Subdivision) mais en FCS (Football Championship Subdivision) soit en NCAA Div  I-AA)
SWC signifie Southwest Conference
Big 8 signifie  Big 8 Conference : La Big 8 Conference et la Southwest Conference  reforment en 1996 une nouvelle conférence, la Big 12 Conference
Pac-8 signifie  Pacific 8 Conference (la Pac-8 devient la Pac-10 en 1978 et Pac-12 depuis 2012)
(x-x) indique le nombre de victoires et défaites de l'équipe en fin de saison en ce y compris le résultat du bowl.
# x indique le classement de l'équipe au BCS/CFP Ranking.
| Dates            | Vainqueurs                                    | Scores  | Perdants                                      | Assistances | Conférences      |      |
| ---------------- | --------------------------------------------- | ------- | --------------------------------------------- | ----------- | ---------------- | ---- |
| 19 décembre 1959 | Nittany Lions de Penn State                   | 07-00   | Crimson Tide de l'Alabama                     | 36 211      | Ind - SEC        |      |
| 20 décembre 1960 | Nittany Lions de Penn State                   | 41-12   | Ducks de l'Oregon                             | 16 624      | Ind - Ind        |      |
| 16 décembre 1961 | Orange de Syracuse                            | 15-14   | Hurricanes de Miami                           | 15 712      | Ind - Ind        |      |
| 15 décembre 1962 | Beavers d'Oregon State                        | 06-00   | Wildcats de Villanova                         | 17 048      | Ind - Ind        |      |
| 21 décembre 1963 | Bulldogs de Mississippi State                 | 16-12   | Wolfpack de North Carolina State              | 8 309       | SEC - ACC        |      |
| 19 décembre 1964 | Utes de l'Utah                                | 32-06   | Mountaineers de la Virginie-Occidentale       | 6 059       | WAC - SoCon      |      |
| 18 décembre 1965 | Rebels d'Ole Miss                             | 13-07   | Tigers d'Auburn                               | 38 607      | SEC - SEC        |      |
| 10 décembre 1966 | Hurricanes de Miami                           | 14-07   | Hokies de Virginia Tech                       | 39 101      | Ind - Ind        |      |
| 16 décembre 1967 | Wolfpack de North Carolina State              | 14-07   | Bulldogs de la Géorgie                        | 35 045      | ACC - SEC        |      |
| 14 décembre 1968 | Rebels d'Ole Miss                             | 34-17   | Hokies de Virginia Tech                       | 46 206      | SEC - Ind        |      |
| 13 décembre 1969 | Buffaloes du Colorado                         | 47-33   | Crimson Tide de l'Alabama                     | 50 042      | Big 8 - SEC      |      |
| 12 décembre 1970 | Green Wave de Tulane                          | 17-03   | Buffaloes du Colorado                         | 44 640      | Ind - Big 8      |      |
| 20 décembre 1971 | Volunteers du Tennessee                       | 14-13   | Razorbacks de l'Arkansas                      | 51 410      | SEC - SWC        |      |
| 18 décembre 1972 | Yellow Jackets de Georgia Tech                | 31-30   | Cyclones d'Iowa State                         | 50 021      | Ind - Big 8      |      |
| 17 décembre 1973 | Wolfpack de North Carolina State              | 31-18   | Jayhawks du Kansas                            | 50 011      | ACC - Big 8      |      |
| 16 décembre 1974 | Volunteers du Tennessee                       | 07-03   | Terrapins du Maryland                         | 51 284      | SEC - ACC        |      |
| 22 décembre 1975 | Trojans de l'USC                              | 20-00   | Aggies de Texas A&M                           | 52 129      | Pac-8 - SWC      |      |
| 20 décembre 1976 | Crimson Tide de l'Alabama                     | 36-06   | Bruins de l'UCLA                              | 52 736      | SEC - Pac-8      |      |
| 19 décembre 1977 | Cornhuskers du Nebraska                       | 21-17   | Tar Heels de la Caroline du Nord              | 49 456      | Big 8 - ACC      |      |
| 23 décembre 1978 | Tigers du Missouri                            | 20-15   | Tigers de LSU                                 | 53 064      | Big 8 - SEC      |      |
| 22 décembre 1979 | Nittany Lions de Penn State                   | 09-06   | Green Wave de Tulane                          | 50 021      | Ind - Ind        |      |
| 27 décembre 1980 | Boilermakers de Purdue                        | 28-25   | Tigers du Missouri                            | 53 667      | Big 10 - Big 8   |      |
| 30 décembre 1981 | Buckeyes d'Ohio State                         | 31-28   | Midshipmen de la Navy                         | 43 216      | Big 10 - Ind     |      |
| 29 décembre 1982 | Crimson Tide de l'Alabama                     | 21-15   | Fighting Illini de l'Illinois                 | 54 123      | SEC - Big 10     |      |
| 29 décembre 1983 | Fighting Irish de Notre Dame                  | 19-18   | Eagles de Boston College                      | 38 229      | Ind - Ind        |      |
| 27 décembre 1984 | Tigers d'Auburn                               | 21-15   | Arkansas Razorbacks                           | 50 108      | SEC - SWC        |      |
| 27 décembre 1985 | Bears de Baylor                               | 21-07   | LSU Tigers                                    | 40 186      | SWC - SEC        |      |
| 29 décembre 1986 | Volunteers du Tennessee                       | 21-14   | Minnesota Golden Gophers                      | 51 327      | SEC - Big 10     |      |
| 29 décembre 1987 | Bulldogs de la Géorgie                        | 20-17   | Razorbacks de l'Arkansas                      | 53 249      | SEC - SWC        |      |
| 28 décembre 1988 | Hoosiers de l'Indiana                         | 34-10   | Gamecocks de la Caroline du Sud               | 39 210      | Big 10 - Ind     |      |
| 29 décembre 1989 | Rebels d'Ole Miss                             | 42-29   | Falcons de l'Air Force                        | 60 128      | SEC- WAC         |      |
| 27 décembre 1990 | Falcons de l'Air Force                        | 23-11   | Buckeyes d'Ohio State                         | 13 144      | WAC - Big 10     |      |
| 29 décembre 1991 | Falcons de l'Air Force                        | 38-15   | Bulldogs de Mississippi State                 | 61 497      | WAC - SEC        |      |
| 31 décembre 1992 | Rebels d'Ole Miss                             | 13-00   | Falcons de l'Air Force                        | 32 107      | SEC- WAC         |      |
| 28 décembre 1993 | Cardinals de Louisville                       | 18-07   | Spartans de Michigan State                    | 21 097      | Ind - Big 10     |      |
| 31 décembre 1994 | Fighting Illini de l'Illinois                 | 30-00   | Pirates d'East Carolina                       | 33 280      | Big 10 - Ind     |      |
| 30 décembre 1995 | Pirates d'East Carolina                       | 19-13   | Cardinal de Stanford                          | 47 398      | Ind - Pac-10     |      |
| 27 décembre 1996 | Orange de Syracuse                            | 30-17   | Cougars de Houston                            | 49 163      | Big East - C-USA |      |
| 31 décembre 1997 | Golden Eagles de Southern Miss                | 41-07   | Panthers de Pittsburgh                        | 50 209      | C-USA - Big East |      |
| 31 décembre 1998 | Green Wave de Tulane                          | 41-27   | Cougars de BYU                                | 52 192      | C-USA - WAC      |      |
| 31 décembre 1999 | Golden Eagles de Southern Miss                | 23-17   | Rams de Colorado State                        | 54.866      | C-USA - MWC      |      |
| 29 décembre 2000 | Rams de Colorado State (9-2)                  | 22-07   | Cardinals de Louisville (9-2)                 | 58 302      | MWC - C-USA      |      |
| 31 décembre 2001 | Cardinals de Louisville (10-2)                | 28-10   | Cougars de BYU (12-1)                         | 58 968      | C-USA - MWC      |      |
| 31 décembre 2002 | Horned Frogs de TCU (9-2)                     | 25-03   | Rams de Colorado State (10-3)                 | 55 207      | C-USA - MWC      |      |
| 31 décembre 2003 | #22 Utes de l'Utah (9-2)                      | 17-00   | Golden Eagles de Southern Miss (9-3)          | 55 989      | MWC - C-USA      |      |
| 31 décembre 2004 | #10 Cardinals de Louisville (11-1)            | 44-40   | #9 Broncos de Boise State (11-1)              | 58 355      | C-USA - WAC      |      |
| 31 décembre 2005 | Golden Hurricane de Tulsa (8-4)               | 31-24   | Bulldogs de Fresno State (8-4)                | 54 894      | C-USA - WAC      |      |
| 29 décembre 2006 | Gamecocks de la Caroline du Sud (7-5)         | 44-36   | Cougars de Houston (10-3)                     | 56 103      | SEC - C-USA      |      |
| 29 décembre 2007 | Bulldogs de Mississippi State (7-5)           | 10-03   | Knights de l'UCF (10-3)                       | 63 816      | SEC - C-USA      |      |
| 2 janvier 2009   | Wildcats du Kentucky (6-6)                    | 25-19   | Pirates d'East Carolina (9-4)                 | 56 125      | SEC - C-USA      |      |
| 2 janvier 2010   | Razorbacks de l'Arkansas (7-5)                | 20-17   | Pirates d'East Carolina (9-4)                 | 62 742      | SEC - C-USA      |      |
| 31 décembre 2010 | Knights de l'UCF (10-3)                       | 10-06   | Bulldogs de la Géorgie (6-6)                  | 51 231      | C-USA - SEC      |      |
| 31 décembre 2011 | Bearcats de Cincinnati (9-3)                  | 31-24   | Commodores de Vanderbilt (6-6)                | 57 103      | Big East - SEC   |      |
| 31 décembre 2012 | Golden Hurricane de Tulsa (10-3)              | 31-17   | Cyclones d'Iowa State (6-6)                   | 53 687      | C-USA - Big 12   |      |
| 31 décembre 2013 | Bulldogs de Mississippi State (6-6)           | 44-07   | Owls de Rice (10-3)                           | 57 846      | C-USA - SEC      |      |
| 29 décembre 2014 | Aggies de Texas A&M (8-5)                     | 45-37   | Mountaineers de la Virginie-Occidentale (7-6) | 51 282      | SEC - Big 12     | Note |
| 2 janvier 2016   | Razorbacks de l'Arkansas (8-5)                | 45-23   | Wildcats de Kansas State (6-7)                | 61 136      | SEC - Big 12     | Note |
| 30 décembre 2016 | Bulldogs de la Géorgie (7–5)                  | 31-23   | Horned Frogs de TCU (6–6)                     | 51 087      | SEC - Big 12     | Note |
| 30 décembre 2017 | Cyclones d'Iowa State (7–5)                   | 21-20   | #20 Tigers de Memphis (10–2)                  | 57 266      | Big 12 - AAC     | Note |
| 31 décembre 2018 | Cowboys d'Oklahoma State (6-6)                | 38-33   | #23 Tigers du Missouri (8-4)                  | 51 587      | Big 12 - SEC     | Note |
| 31 décembre 2019 | #23 Midshipmen de la Navy (10-2)              | 20-17   | Wildcats de Kansas State (8-4)                | 50 515      | AAC - Big 12     | Note |
| 31 décembre 2020 | Mountaineers de la Virginie-Occidentale (5-4) | 24 - 21 | Black Knights de l'Army (9-2)                 | 8 187       | Big 12 - Ind.    | Note |
| 28 décembre 2021 | Red Raiders de Texas Tech (6-6)               | 34 - 07 | Bulldogs de Mississippi State (7-5)           | 48 615      | Big 12 - SEC     | Note |
| 28 décembre 2022 | Razorbacks de l'Arkansas (6-6)                | 553ET53 | Jayhawks du Kansas (6-6)                      | 52 847      | SEC - Big 12     | Note |

## Statistiques par Équipes

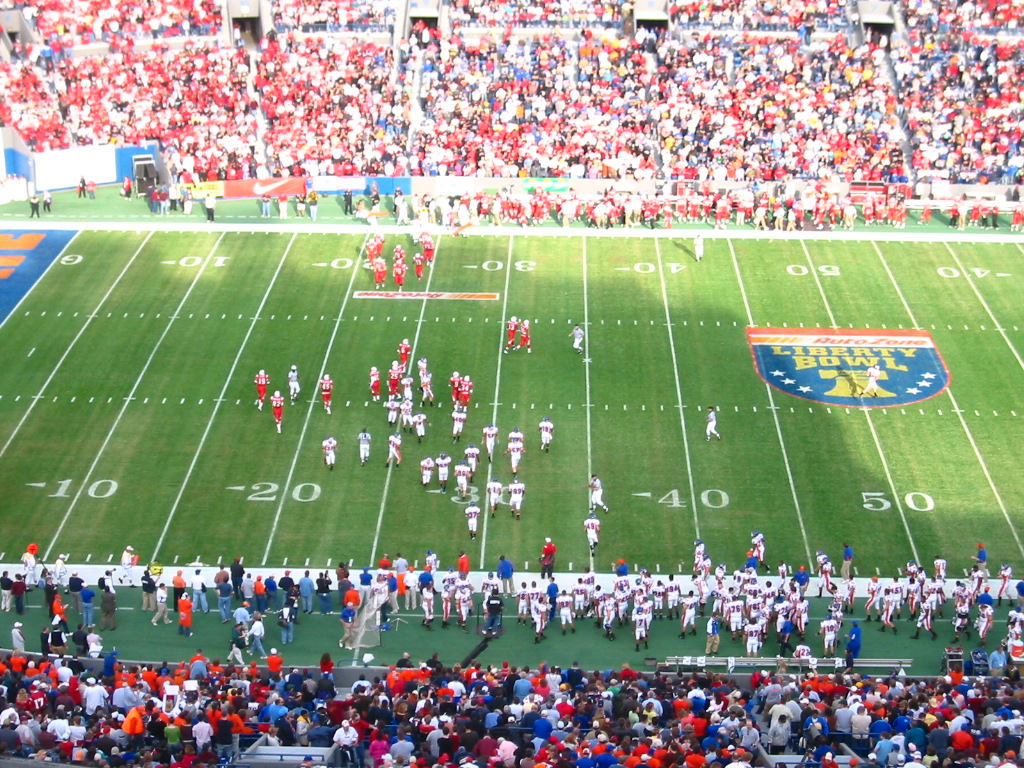
Boise State et Louisville dans le Liberty Bowl de 2004 à Memphis

M.à.j le 29 décembre 2022
| Rang | Équipes              | Apparitions | G-N-P |
| ---- | -------------------- | ----------- | ----- |
| 1    | Mississippi          | 4           | 4–0   |
| 2    | Tennessee            | 3           | 3–0   |
| 2    | Penn State           | 3           | 3–0   |
| 4    | Louisville           | 4           | 3–1   |
| 5    | Mississippi State    | 5           | 3–2   |
| 6    | Arkansas             | 6           | 3–3   |
| 7    | Utah                 | 2           | 2–0   |
| 7    | Syracuse             | 2           | 2–0   |
| 7    | Tulsa                | 2           | 2–0   |
| 10   | Air Force            | 4           | 2–2   |
| 10   | Alabama              | 4           | 2–2   |
| 10   | Georgia              | 4           | 2–2   |
| 13   | Southern Miss        | 3           | 2–1   |
| 13   | Tulane               | 3           | 2–1   |
| 13   | North Carolina State | 3           | 2–1   |
| 16   | East Carolina        | 4           | 1–3   |
| 17   | Colorado State       | 3           | 1–2   |
| 17   | Iowa State           | 3           | 1–2   |
| 17   | Missouri             | 3           | 1–2   |
| 20   | UCF                  | 2           | 1–1   |
| 20   | South Carolina       | 2           | 1–1   |
| 20   | Illinois             | 2           | 1–1   |
| 20   | Auburn               | 2           | 1–1   |
| 20   | Ohio State           | 2           | 1–1   |
| 20   | Colorado             | 2           | 1–1   |
| 20   | Miami (Florida)      | 2           | 1–1   |
| 20   | Texas A&M            | 2           | 1–1   |
| 20   | West Virginia        | 2           | 1–1   |
| 29   | Navy                 | 1           | 1–0   |
| 29   | Oklahoma State       | 1           | 1–0   |
| 29   | Texas Tech           | 1           | 1–0   |
| 32   | Army                 | 1           | 0–1   |
| 32   | Kansas               | 1           | 0–1   |
| 32   | Memphis              | 1           | 0–1   |
| 32   | Rice                 | 1           | 0–1   |
| 32   | TCU                  | 1           | 0–1   |
| 37   | Houston              | 2           | 0–2   |
| 37   | BYU                  | 2           | 0–2   |
| 37   | Kansas State         | 2           | 0–2   |
| 37   | LSU                  | 2           | 0–2   |
| 37   | Virginia Tech        | 2           | 0–2   |

## Statistiques par Conférences
M.à.j le 29 décembre 2022
SoCon signifie Southern Conference (depuis 1982, les équipes de cette division ne jouent plus en FBS (Football Bowl Subdivision) mais en FCS (Football Championship Subdivision) soit en NCAA Div I-AA)
SWC signifie Southwest Conference et Big 8 signifie Big 8 Conference - La Big 8 Conference et la Southwest Conference  reforment en 1996 une nouvelle conférence, la Big 12 Conference
Pac-8 signifie Pacific 8 Conference (1968–78) laquelle devient la Pac-10 de 1978 à 2011 laquelle devient la Pac-12 depuis 2012.
| Conférences         | Participations | Gagnés | Perdus | %    |
| ------------------- | -------------- | ------ | ------ | ---- |
| SEC                 | 32             | 21     | 11     | 65,6 |
| Indépendants        | 22             | 11     | 11     | 50,0 |
| C-USA               | 17             | 9      | 8      | 52,9 |
| Big Ten             | 8              | 4      | 4      | 50,0 |
| WAC                 | 8              | 3      | 5      | 27,5 |
| Big 8               | 7              | 3      | 4      | 42,8 |
| ACC                 | 5              | 2      | 3      | 40,0 |
| MWC                 | 5              | 2      | 3      | 40,0 |
| SWC                 | 5              | 1      | 4      | 20,0 |
| Big 12              | 10             | 4      | 6      | 40,0 |
| SoCon               | 1              | 0      | 1      | 00,0 |
| Pac-8/Pac-10/Pac-12 | 3              | 1      | 2      | 33,3 |
| AAC                 | 5              | 3      | 2      | 60,0 |

## Meilleurs Joueurs du Bowl (MVPs)
| Dates            | Joueurs           | Equipes                       | Postes |
| ---------------- | ----------------- | ----------------------------- | ------ |
| 19 décembre 1959 | Jay Huffman       | Penn State Nittany Lions      | C      |
| 17 décembre 1960 | Dick Hoak         | Penn State Nittany Lions      | RB     |
| 16 décembre 1961 | Dick Easterly     | Syracuse Orangemen            | RB     |
| 15 décembre 1962 | Terry Baker       | Oregon State Beavers          | QB     |
| 21 décembre 1963 | Ode Burrell       | Mississippi State Bulldogs    | HB     |
| 19 décembre 1964 | Pokey Allen       | Utah Utes                     | QB     |
| 18 décembre 1965 | Tom Bryan         | Auburn Tigers                 | FB     |
| 10 décembre 1966 | Jimmy Cox         | Miami Hurricanes              | SE     |
| 16 décembre 1967 | Jim Donnan        | North Carolina State Wolfpack | QB     |
| 14 décembre 1968 | Steve Hindman     | Ole Miss Rebels               | TB     |
| 13 décembre 1969 | Bobby Anderson    | Colorado Buffaloes            | TB     |
| 12 décembre 1970 | Dave Abercrombie  | Tulane Green Wave             | TB     |
| 20 décembre 1971 | Joe Ferguson      | Arkansas Razorbacks           | QB     |
| 18 décembre 1972 | Jim Stevens       | Georgia Tech Yellow Jackets   | QB     |
| 17 décembre 1973 | Stan Fritts       | North Carolina State Wolfpack | FB     |
| 16 décembre 1974 | Randy White       | Maryland Terrapins            | DT     |
| 22 décembre 1975 | Ricky Bell        | USC Trojans                   | RB     |
| 20 décembre 1976 | Barry Krauss      | Alabama Crimson Tide          | LB     |
| 19 décembre 1977 | Matt Kupec        | North Carolina Tar Heels      | QB     |
| 23 décembre 1978 | James Wilder      | Missouri Tigers               | RB     |
| 22 décembre 1979 | Roch Hontas       | Tulane Green Wave             | QB     |
| 27 décembre 1980 | Mark Herrmann     | Purdue Boilermakers           | QB     |
| 30 décembre 1981 | Eddie Myers       | Navy Midshipmen               | TB     |
| 29 décembre 1982 | Jeremiah Castille | Alabama Crimson Tide          | DB     |
| 29 décembre 1983 | Doug Flutie       | Boston College Eagles         | QB     |
| 27 décembre 1984 | Bo Jackson        | Auburn Tigers                 | RB     |
| 27 décembre 1985 | Cody Carlson      | Baylor Bears                  | QB     |
| 29 décembre 1986 | Jeff Francis      | Tennessee Volunteers          | QB     |
| 29 décembre 1987 | Greg Thomas       | Arkansas Razorbacks           | QB     |
| 28 décembre 1988 | Dave Schnell      | Indiana Hoosiers              | QB     |
| 28 décembre 1989 | Randy Baldwin     | Ole Miss Rebels               | RB     |
| 27 décembre 1990 | Rob Perez         | Air Force Falcons             | QB     |
| 29 décembre 1991 | Rob Perez         | Air Force Falcons             | QB     |
| 31 décembre 1992 | Cassius Ware      | Ole Miss Rebels               | LB     |

| Dates            | Joueurs              | Equipes                     | Postes |
| ---------------- | -------------------- | --------------------------- | ------ |
| 28 décembre 1993 | Jeff Brohm           | Louisville Cardinals        | QB     |
| 31 décembre 1994 | Johnny Johnson       | Illinois Fighting Illini    | QB     |
| 30 décembre 1995 | Kwame Ellis          | Stanford Cardinal           | CB     |
| 27 décembre 1996 | Malcolm Thomas       | Syracuse Orange             | RB     |
| 31 décembre 1997 | Sherrod Gideon       | Southern Miss Golden Eagles | WR     |
| 31 décembre 1998 | Shaun King           | Tulane Green Wave           | QB     |
| 31 décembre 1999 | Adalius Thomas       | Southern Miss Golden Eagles | DE     |
| 29 décembre 2000 | Cecil Sapp           | Colorado State Rams         | RB     |
| 31 décembre 2001 | Dave Ragone          | Louisville Cardinals        | QB     |
| 31 décembre 2002 | LaTarence Dunbar     | TCU Horned Frogs            | WR     |
| 31 décembre 2003 | Brandon Warfield     | Utah Utes                   | RB     |
| 31 décembre 2004 | Stefan LeFors        | Louisville Cardinals        | QB     |
| 31 décembre 2005 | Paul Smith           | Tulsa Golden Hurricane      | QB     |
| 29 décembre 2006 | Blake Mitchell       | South Carolina Gamecocks    | QB     |
| 29 décembre 2007 | Derek Pegues         | Mississippi State Bulldogs  | S      |
| 2 janvier 2009   | Ventrell Jenkins     | Kentucky Wildcats           | DT     |
| 2 janvier 2010   | Ryan Mallett         | Arkansas Razorbacks         | QB     |
| 31 décembre 2010 | Latavius Murray      | UCF Knights                 | RB     |
| 31 décembre 2011 | Isaiah Pead          | Cincinnati Bearcats         | RB     |
| 31 décembre 2012 | Trey Watts           | Tulsa Golden Hurricane      | RB     |
| 31 décembre 2013 | Dak Prescott         | Mississippi State Bulldogs  | QB     |
| 29 décembre 2014 | Kyle Allen           | Texas A&M                   | QB     |
| 2 janvier 2016   | Alex Collins         | Arkansas                    | RB     |
| 30 décembre 2016 | Attaque : Kenny Hill | Georgia Bulldogs            | QB     |
| 30 décembre 2016 | Défense : Niko Small | Georgia Bulldogs            | S      |
| 30 décembre 2017 | Allen Lazard         | Iowa State                  | WR     |
| 31 décembre 2018 | Taylor Cornelius     | Oklahoma State              | QB     |
| 31 décembre 2019 | Malcolm Perry        | Navy                        | QB     |
| 31 décembre 2020 | T. J. Simmons        | West Virginia               | WR     |
| 31 décembre 2021 | Donovan Smith        | Texas Tech                  | QB     |
| 28 décembre 2022 | K.J. Jefferson       | Arkansas                    | QB     |